# Putty (New South Wales)
Putty ist ein Ort in New South Wales, Australien im Verwaltungsgebiet Singleton Council. Im Jahr 2021 lebten hier 126 Menschen.
Der ländliche Ort liegt abgelegen an der State Route 69, genannt Putty Road. Der Macdonald River entspringt bei Putty.